# Giovanni Benedetto Castiglione

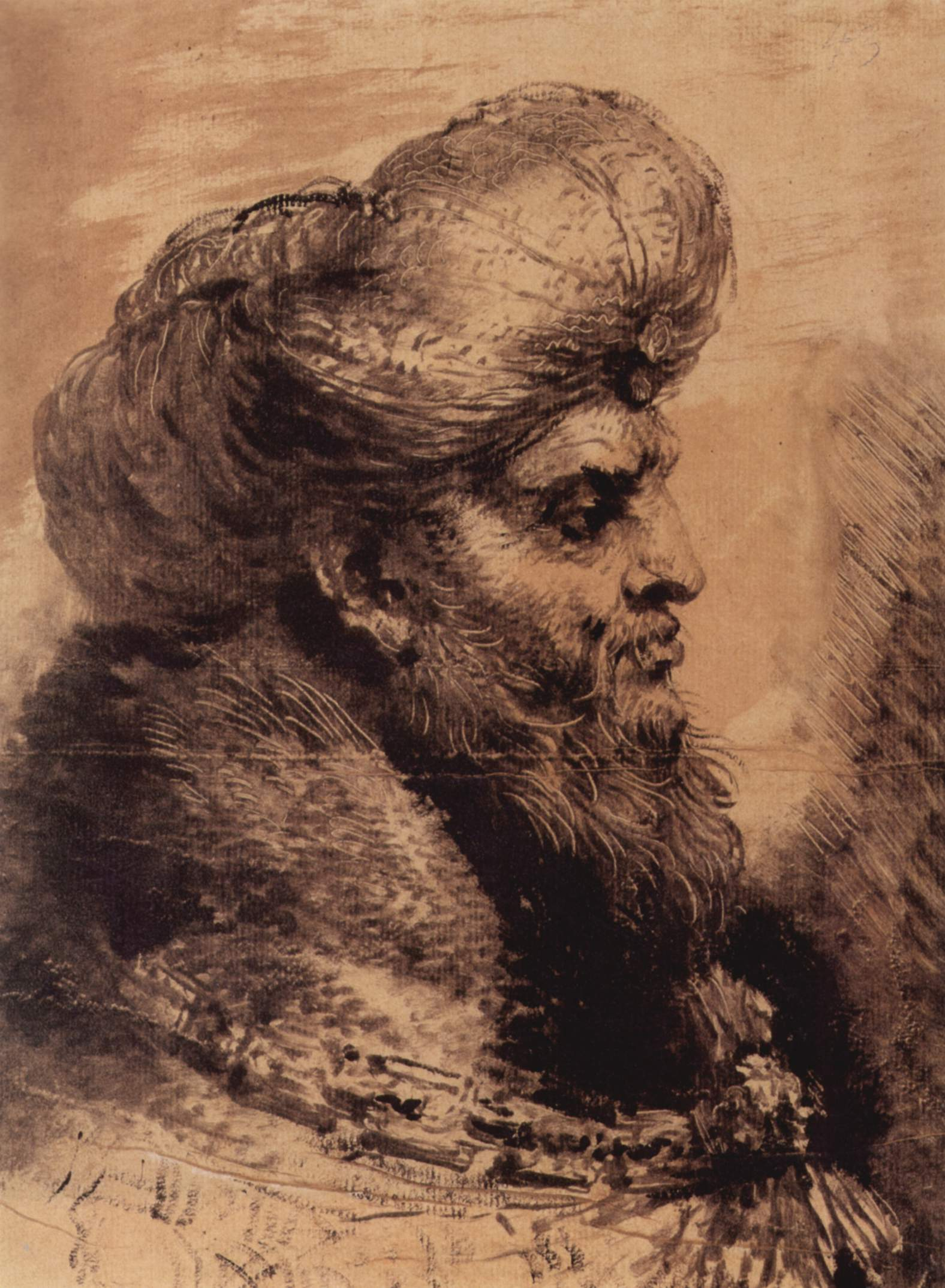
Monotipo de um homem oriental, semelhante a uma de suas séries mais populares de gravuras, de várias cabeças exóticas.

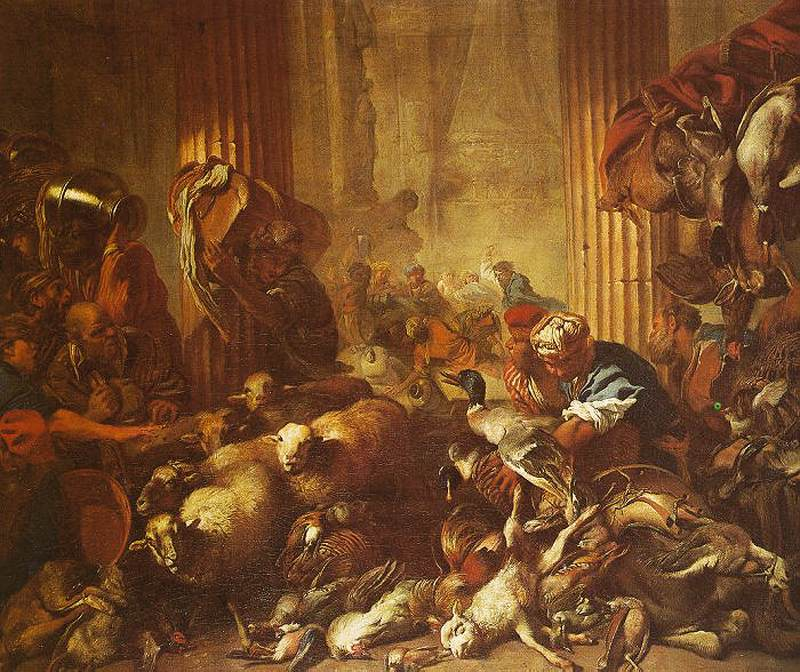
Cristo perseguindo os prestamistas do Templo

Giovanni Benedetto Castiglione (batizado em 23 março de 1609 — 1664) foi um artista barroco italiano, pintor, gravador e desenhista, da escola genovêsa, ele é mais conhecido pelas suas elaboradas gravuras, e como o inventor da técnica de gravura monotipia. Ele era conhecido como Grechetto na Itália e na França como Le Benédette.

## Biografia
Castiglione nasceu em Génova. Sua formação artistica não é clara, ele pode ter estudado com Sinibaldo Scorza.  Wittkower descreve-o como um estudante apaixonado de Anthony van Dyck, que morava em Genova em 1621, e de Peter Paul Rubens, que residia na cidade na primeira década do século XVII e cujos quadros eram acessível lá. Ele também pode ter treinado sob o genovese Bernardo Strozzi.
Ele viveu em Roma, de 1634 até 1645, retornando depois para Gênova, também viajou para Florença e Nápoles. Ele estava de volta a Roma em 1647, antes de se mudar em 1651 para ser artista da corte em Mântua para o duque Carlo II e sua esposa Isabella Chiara da Áustria. Ele faleceu em Mântua.
Ele pintou retratos, peças históricas e paisagens, mas principalmente se destacou em pinturas de  feiras, mercados e cenas rurais com animais. A Arca de Noé com os animais que entram na arca era um tema favorito dele. Suas pinturas encontram-se em Roma, Veneza, Nápoles, Florença, e especialmente em Gênova e Mantua. O Presépio (Natividade de Jesus) para a igreja de San Luca, em Genova, figura entre suas obras mais célebres, e o Museu do Louvre contém oito obras suas. Ele pintou a SS. Maria Madalena e Catarina para a igreja da Madonna di Castello e St. James derrota os mouros para o Oratorio di San Giacomo della Marina, ambos em Gênova.
Castiglione foi um desenhista brilhante e pioneiro no desenvolvimento do esboço em óleo. Ele retornava para os mesmos temas diversas vezes, mas com composições significativamente diferentes de cada vez.
Ele também executou uma série de gravuras (ver capa da edição de O gênio de Castiglione publicado em 1648). Diógenes à procura de um homem é um dos principais deles, outros são sobre temas religiosos. Algumas são histórias moralistas, como a do Cego guiando outro cego. As gravuras são notáveis pela luz e sombra, e até mesmo deram para Castiglione o nome de o segundo Rembrandt. 
Por volta de 1648 ele inventou a monotipia, a única técnica de gravura de invenção italiana, fazendo mais de 20 desenhos ao longo dos anos. Suas impressões mais populares e influentes foram uma série de cabeças de pessoas exóticas, principalmente de homens vagamente orientais, mas também das mulheres, estas foram produzidos em grande número.
Os temas de suas gravuras são: Diógenes com sua lanterna, Noé conduzindo os animais para a Arca, São José adormecido durante fuga do Egito, Circe cercado por animais, Sileno na fonte, Natividade e Ressurreição de Lázaro.
Em Mântua, ele recebeu o seu nome de Grechetto, a partir do ar clássico de suas representações pastorais. Em seus últimos anos, ele foi severamente atingida pela gota. Seu irmão Salvatore e seu filho Francesco destacaram-se nos mesmos assuntos, e acredita-se que muitas pinturas que são atribuídas a Benedetto são cópias feitas depois dele, talvez ou por seu filho ou irmão.

## Galeria

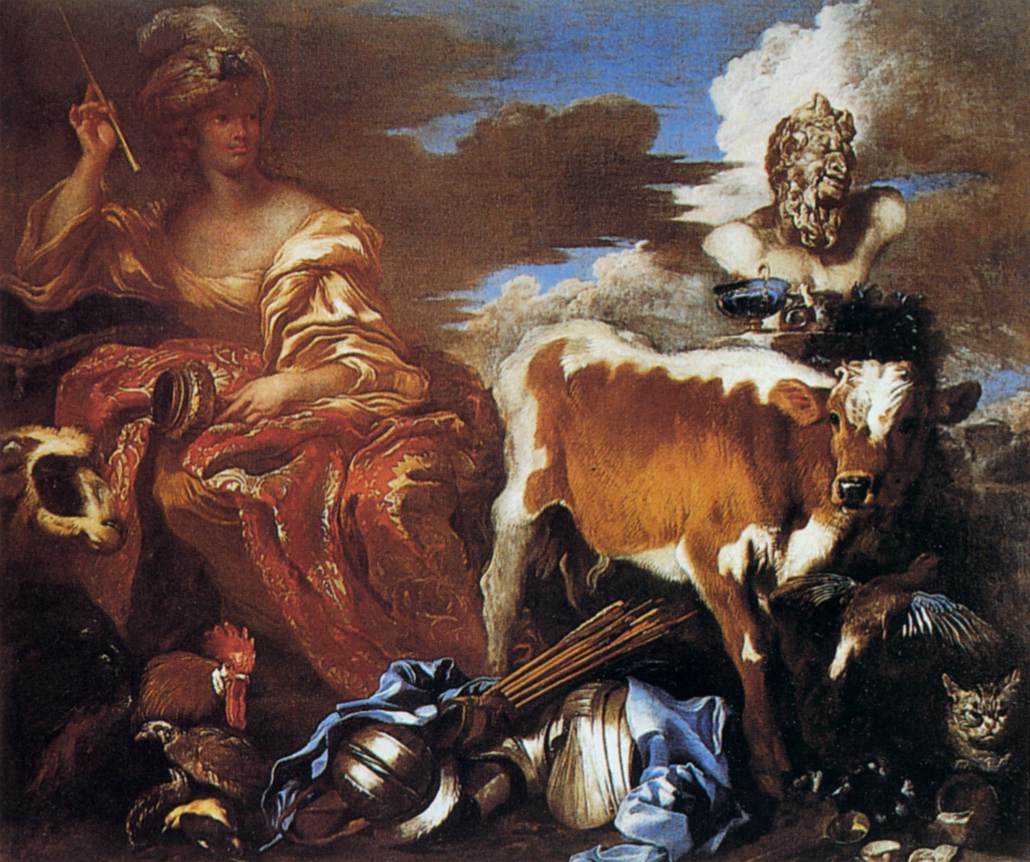
Circe
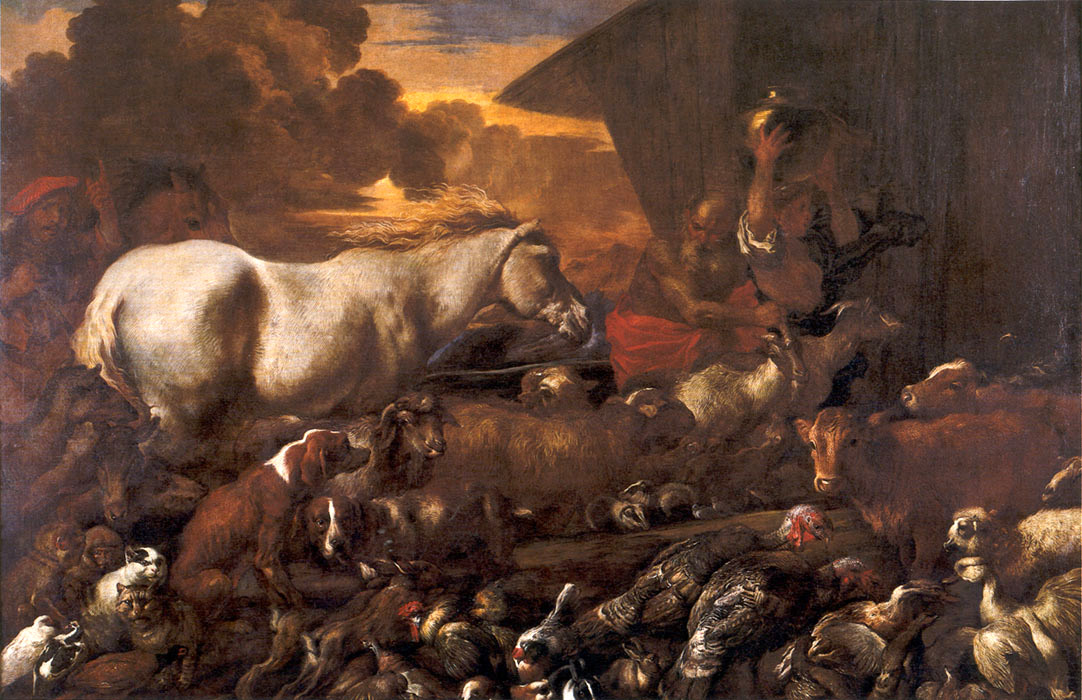
Noé trazendo os animals dentro da  Arca.
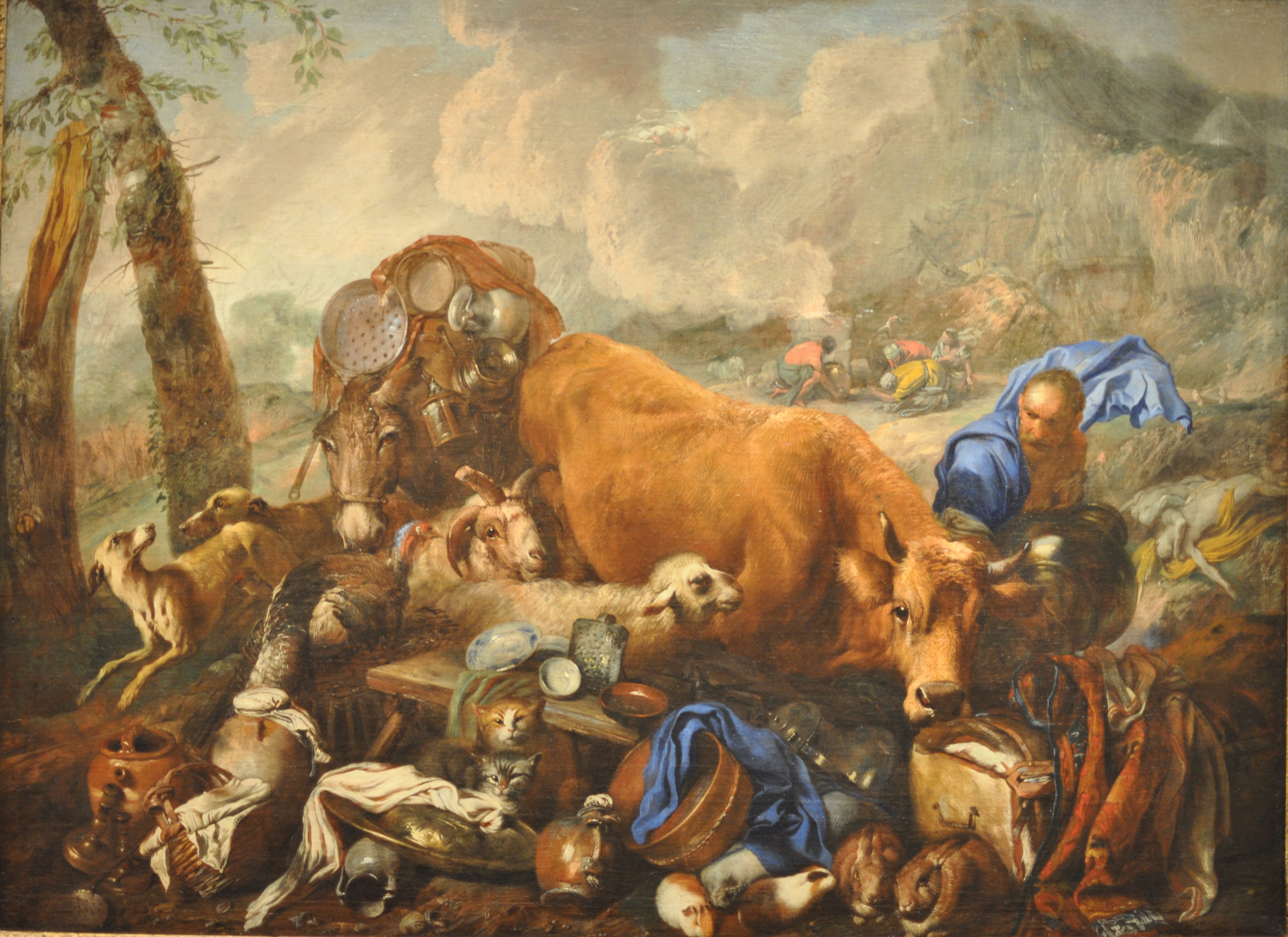
O sacrificio de Noé depois do dilúvio.
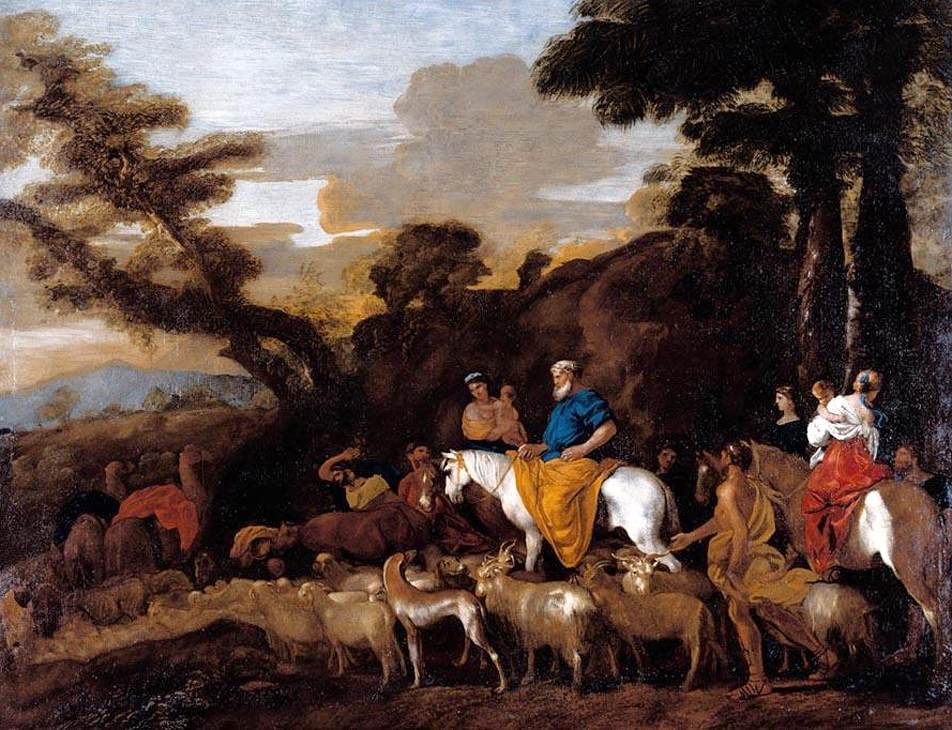
Jacob leading Flocks of Laban
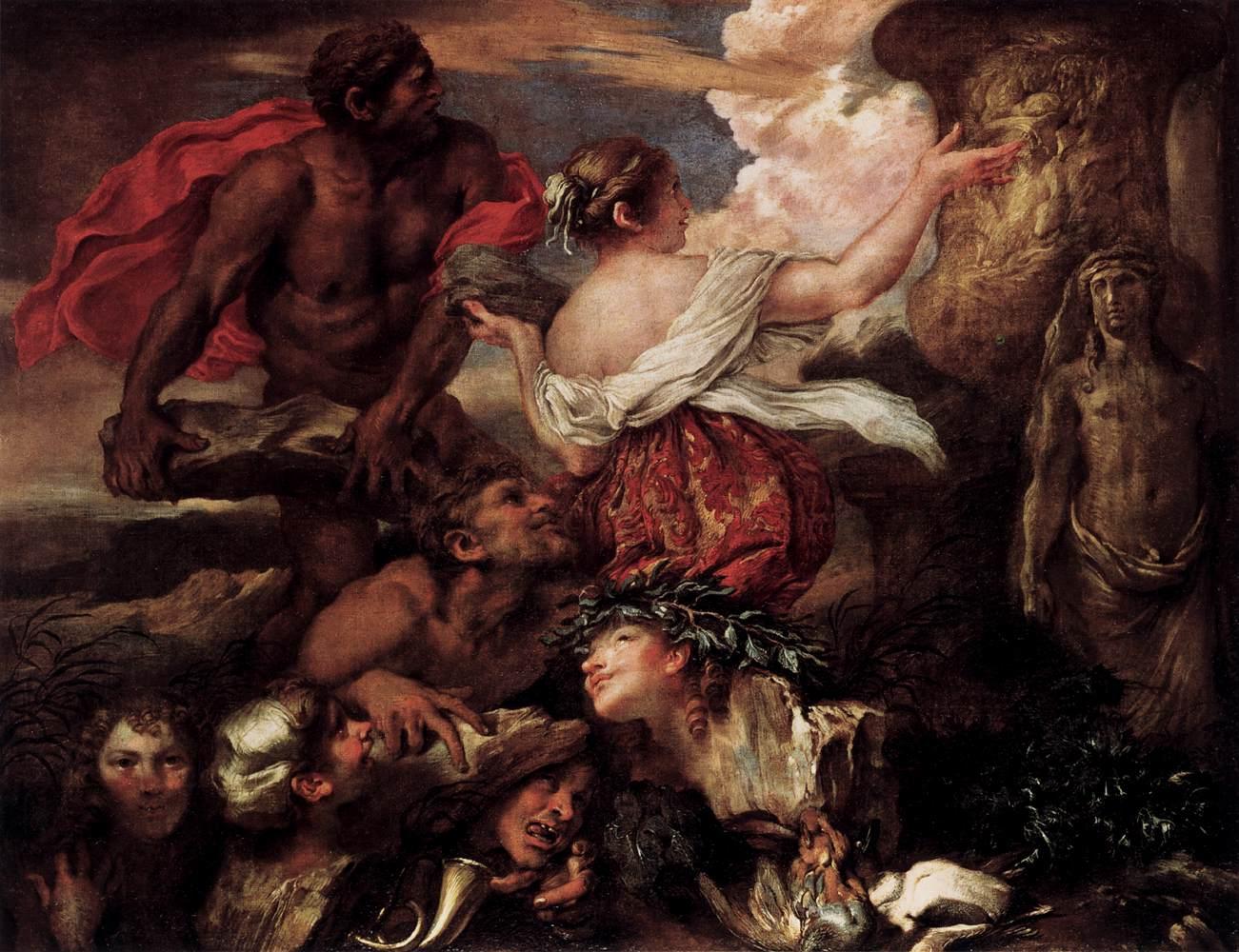
Pirra e Deucalião
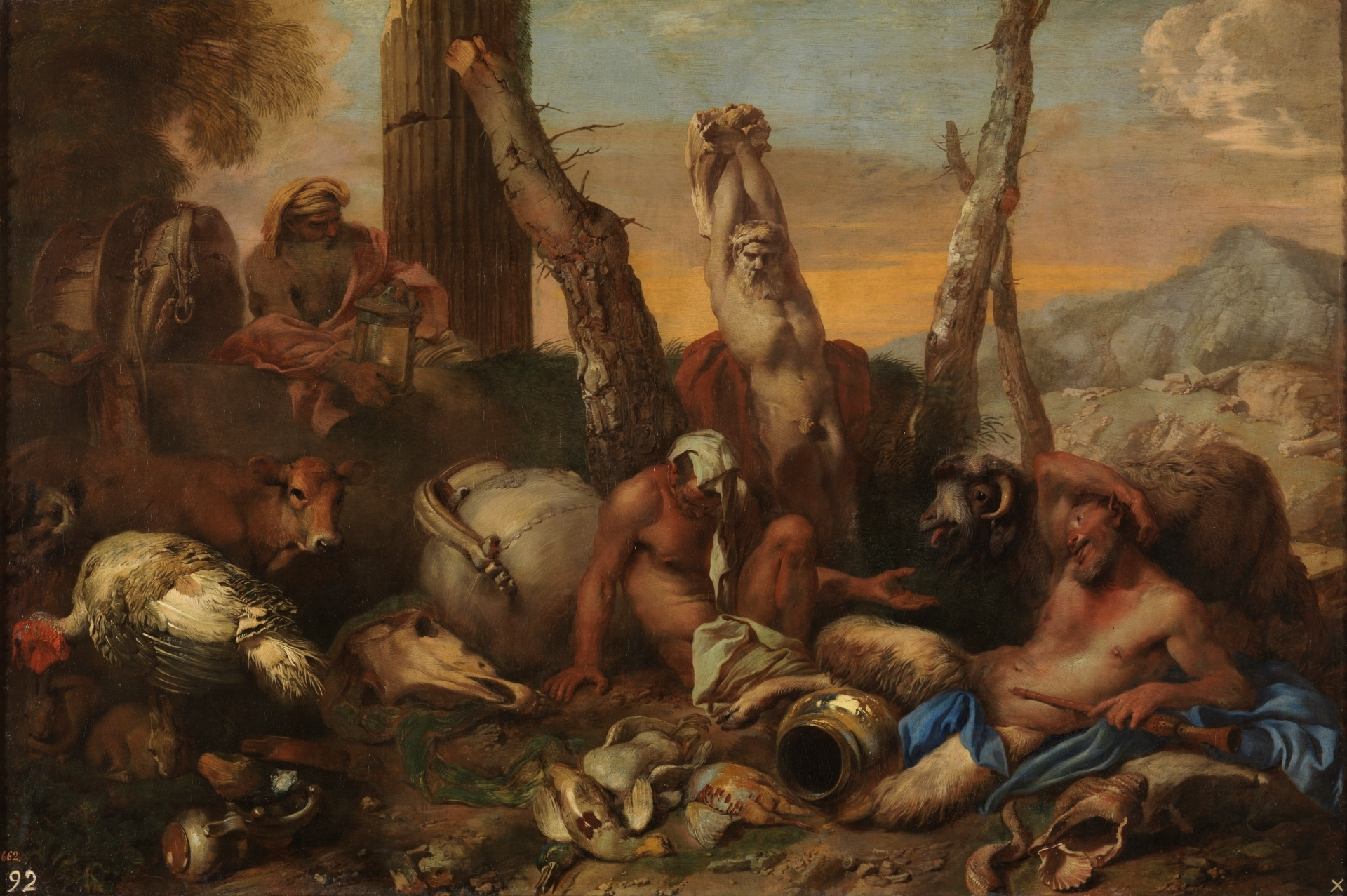
Diogenes, óleo de Castiglione, Museu do Prado.
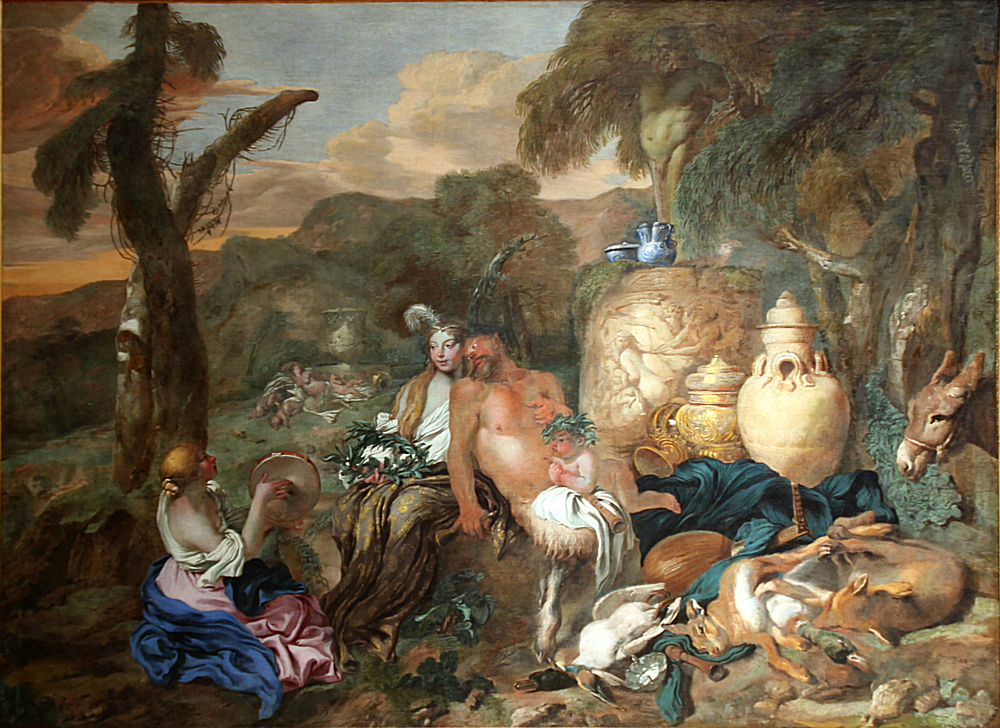
Bacchant and Satyr
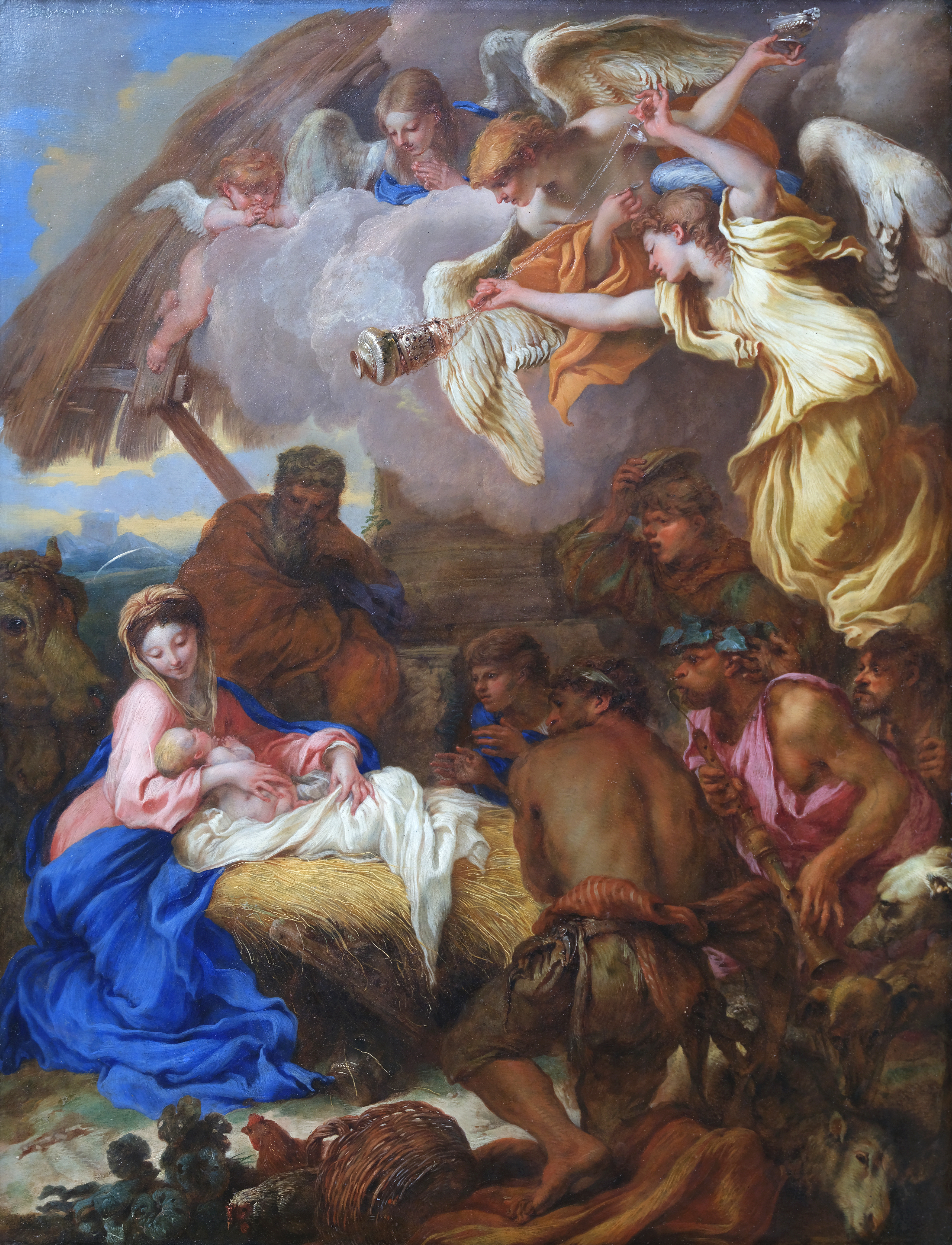
Adoração dos pastores.
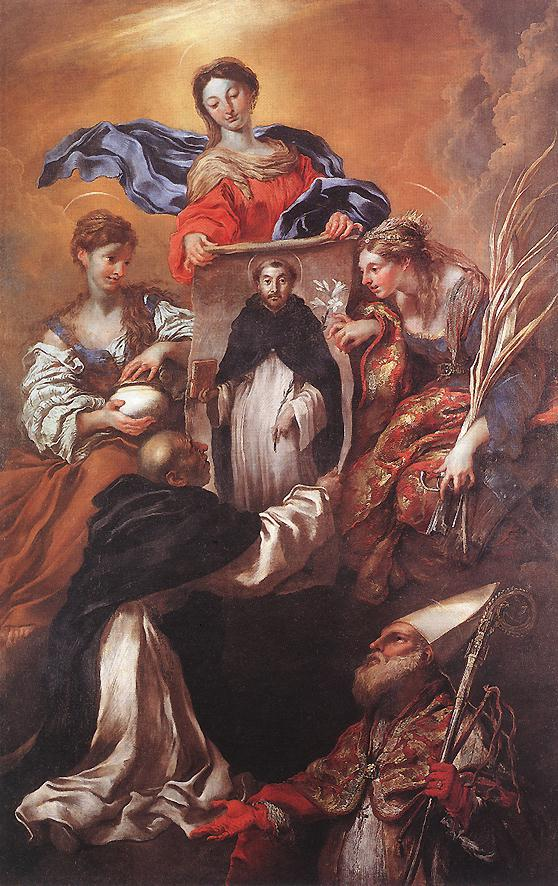
Milagre de Soriano
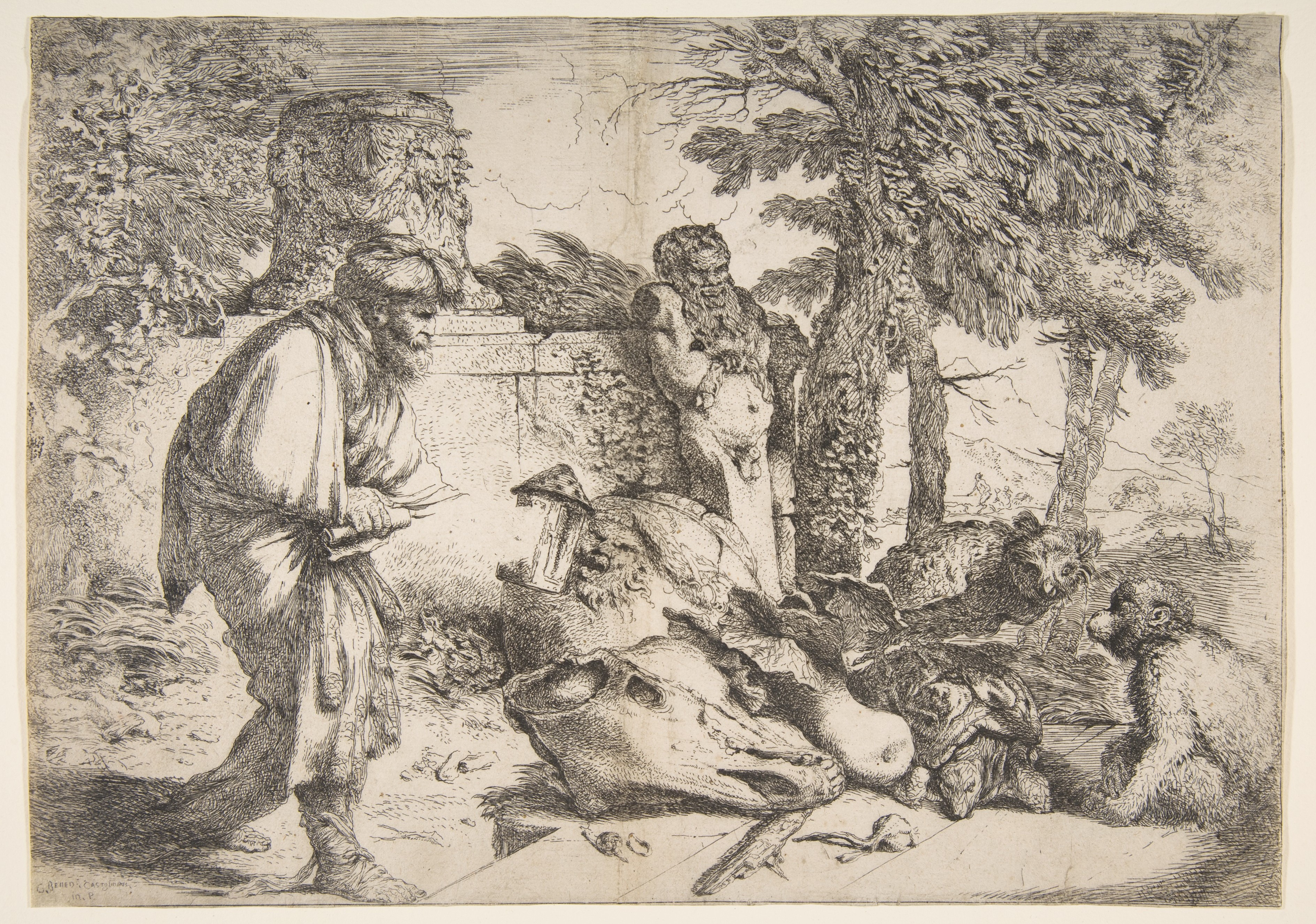
Diógenes procura por um homem honesto.
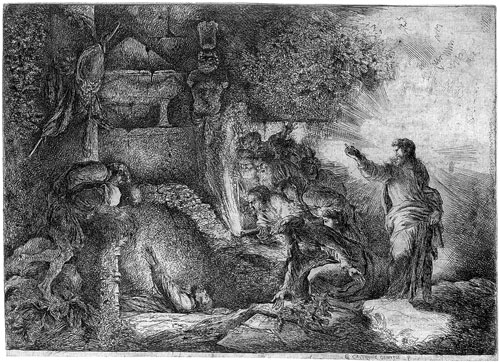
Subida de Lázaro c. 1648.

- Este artigo foi inicialmente traduzido, total ou parcialmente, do artigo da Wikipédia em inglês cujo título é «Giovanni Benedetto Castiglione».